# Jorge Alberto Lencina
Jorge Alberto Lencina (Los Menucos, Provincia de Río Negro, Argentina, 13 de marzo de 1975) es un exfutbolista y actual entrenador argentino. Como jugador vistió las camisetas de Club Atlético San Lorenzo de Almagro, Club Cipolletti, Temperley y de San martin de San Juan entre otros.

## Clubes

### Como futbolista
| Club                                 | País      | Año         |
| ------------------------------------ | --------- | ----------- |
| Club Cipolletti                      | Argentina | 1991 - 1994 |
| Club Atlético San Lorenzo de Almagro | Argentina | 1994 - 1996 |
| Club Atlético General Lamadrid       | Argentina | 1997 - 1999 |
| Club Atlético Temperley              | Argentina | 1999 - 2000 |
| Club Puebla                          | México    | 2000 - 2001 |
| Acapulco FC                          | México    | 2001 - 2002 |
| San Martín de San Juan               | Argentina | 2001-2003   |
| Club Los Menucos                     | Argentina | 2006 - 2008 |
| Independiente de Bariloche           | Argentina | 2009        |
| Club Sol de Mayo                     | Argentina | 2012 - 2013 |

### Como entrenador
| Club                                        | País      | Año           |
| ------------------------------------------- | --------- | ------------- |
| Club Atlético Regina                        | Argentina | 2014          |
| 25 de Mayo (La Pampa)                       | Argentina | 2015          |
| Club Sol de Mayo                            | Argentina | 2016          |
| Independiente de Río Colorado               | Argentina | 2017          |
| Boxing Club (Río Gallegos)                  | Argentina | 2019          |
| Club Social y Deportivo Alianza (Cutral Có) | Argentina | 2021          |
| La Amistad de Cipolletti                    | Argentina | 2023-presente |

## Palmarés

### Como futbolista

#### Campeonatos nacionales
| Título                | Club                           | País      | Año  |
| --------------------- | ------------------------------ | --------- | ---- |
| Primera C (Argentina) | Club Atlético General Lamadrid | Argentina | 1998 |